# Benito Lorenzi
Benito Lorenzi (* 20. Dezember 1925 in Buggiano; † 3. März 2007 in Mailand), Spitzname „Veleno“ (Gift), war ein italienischer Fußballspieler.

## Karriere
Lorenzi begann bei seinem Heimatklub Borgo, war ab 1946 bei Empoli in der Serie B und kam 1947 vom FC Empoli zu Inter Mailand in die Serie A. Mit diesem Verein gewann er 1953 und 1954 den Scudetto. Sein Debüt bei Inter war das 6:0 gegen Alessandria am 28. September 1947; am 12. Juli 1958 bei Como – Inter 0:3 beendete er seine Karriere bei Inter (in 314 Spielen schoss er 143 Tore) und spielte danach noch ein Jahr bei Alessandria in der Serie A (25 Spiele/4 Tore). Als Nationalspieler absolvierte er von 1949 bis 1954 insgesamt 14 Länderspiele für Italien und schoss dabei vier Tore. Lorenzi nahm auch 1954 an der WM in der Schweiz teil. 1959 beendete er seine Spielerkarriere in der höchsten italienischen Fußballliga.